# Batrachoseps gavilanensis
Batrachoseps gavilanensis (tên tiếng Anh: Gabilan Mountains Slender Salamander) là một loài kỳ giông trong họ Plethodontidae. Nó là loài đặc hữu của California, ở Monterey và San Benito, và San Luis Obispo Counties ở miền tây Hoa Kỳ.

## Phân bố
This salamanddãy núi er is endemic tới Gabilan và central California Coast Ranges.
The Gabilan Mountains Slender Salamander's natural habitats are the temperate coastal and inland riparian areas, chaparral và woodlands, và temperate coniferous forests.

## Hình ảnh

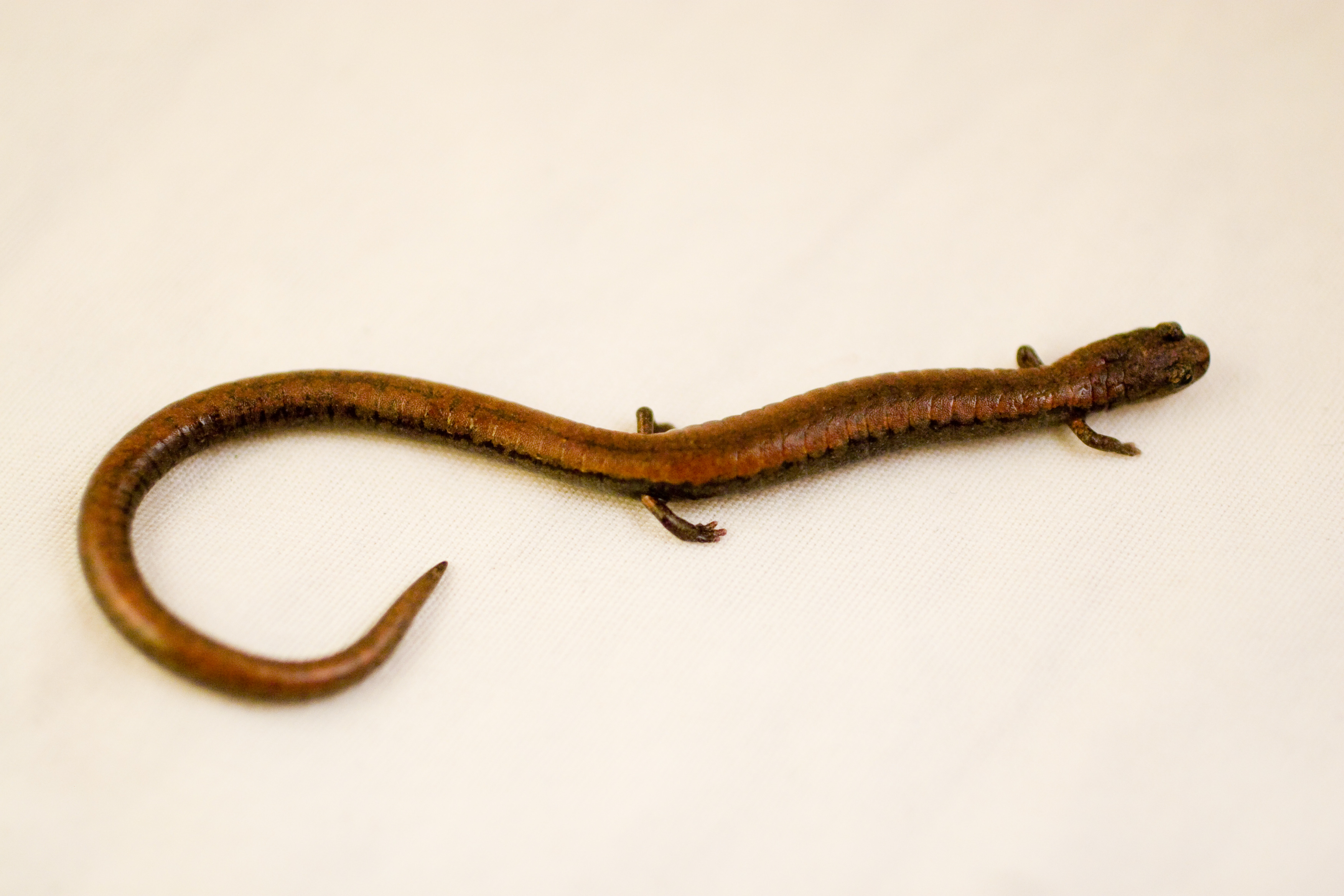
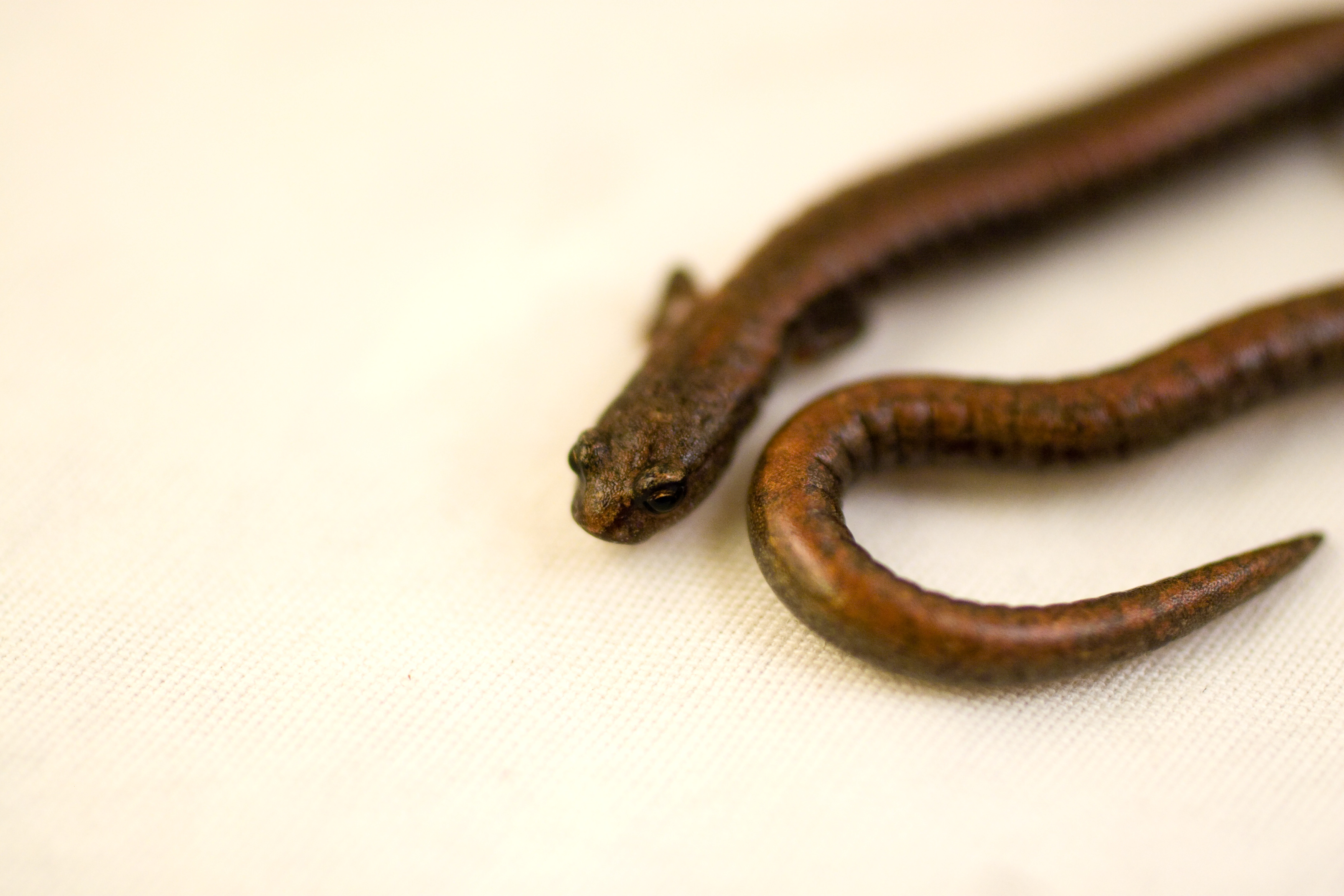
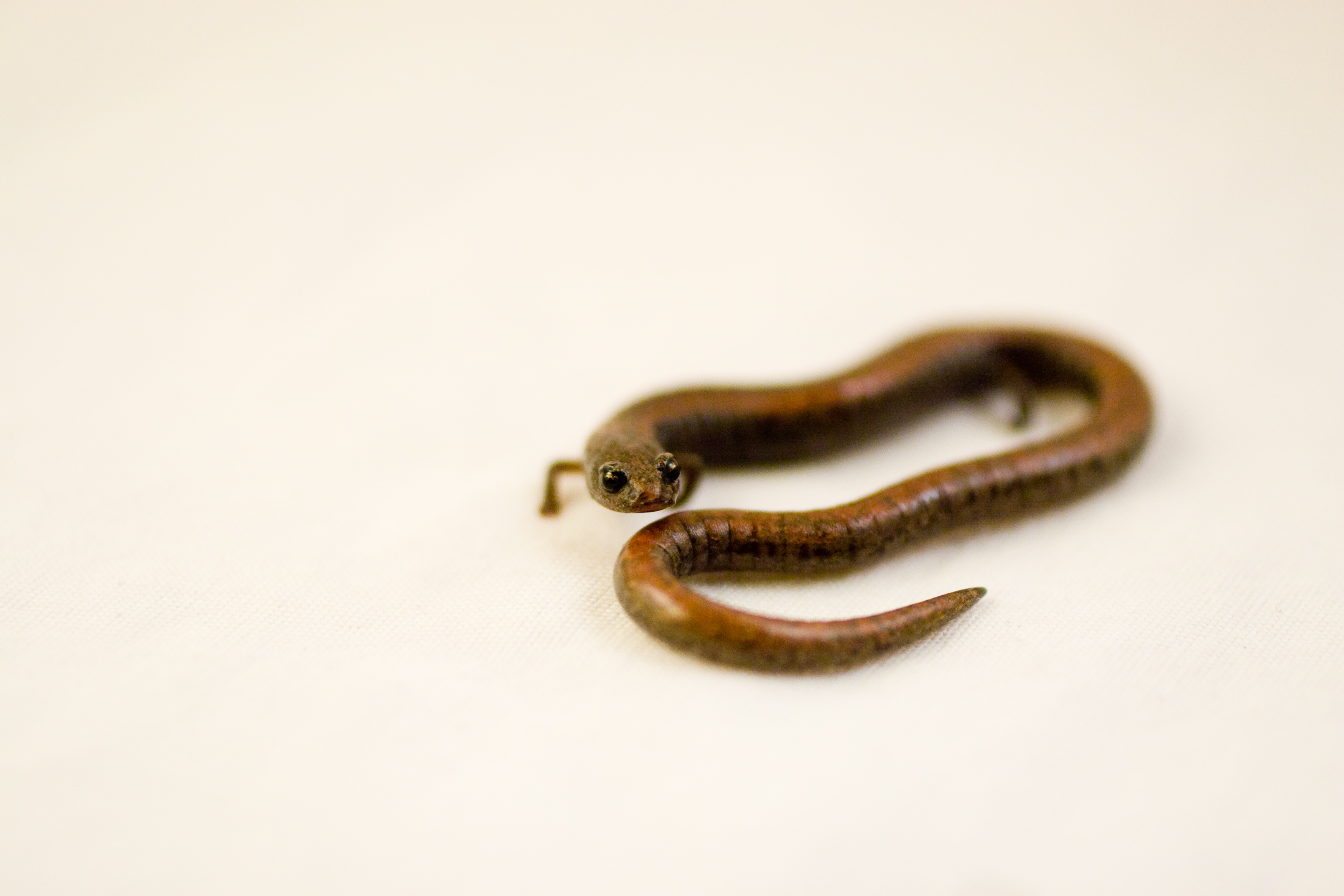
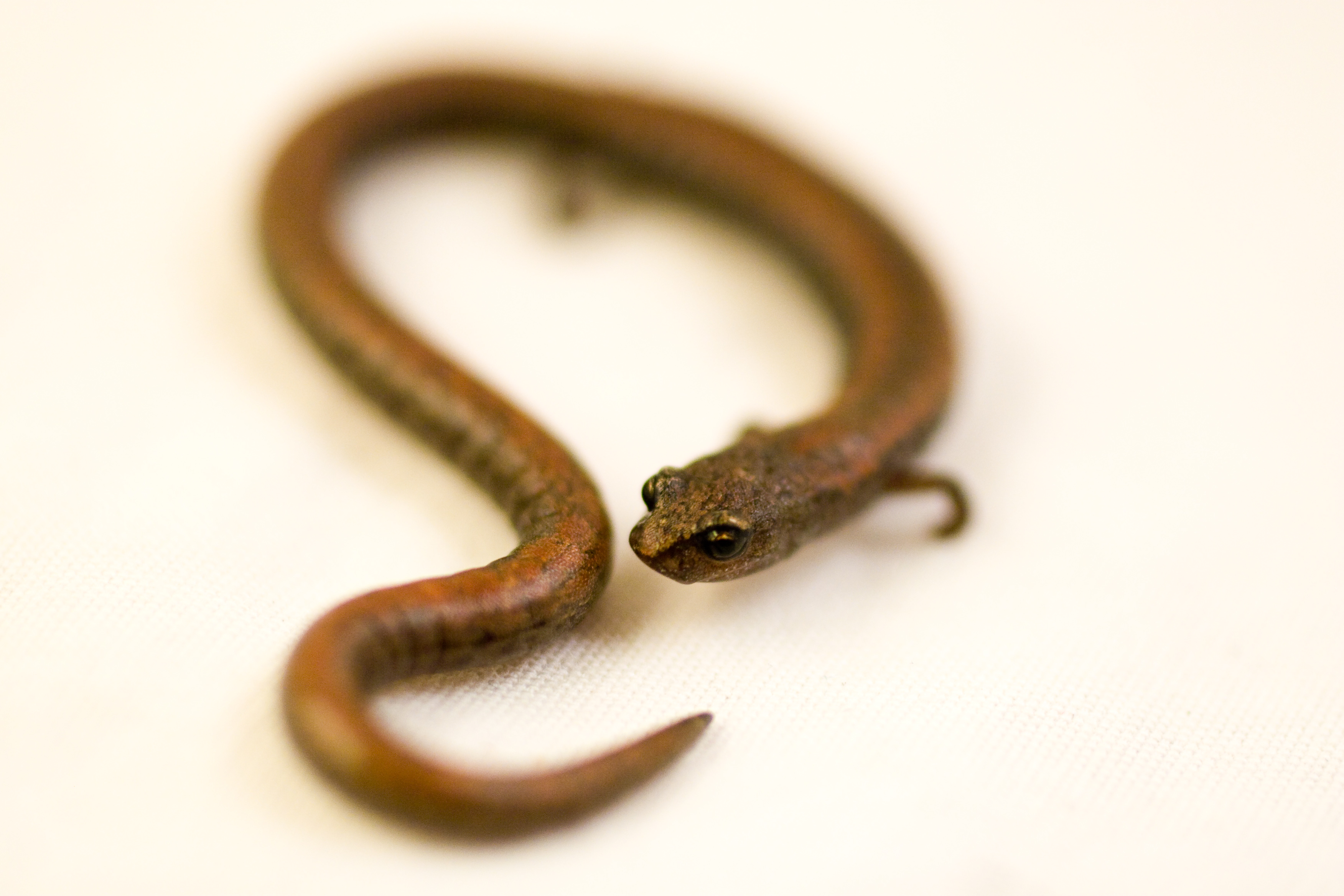